# Àrea Metropolitana de Bergen
L'Àrea Metropolitana de Bergen està situada al comtat de Hordaland a Noruega. La ciutat més important d'aquesta és Bergen.
| Municipi  | Població (1769) | Població (2010) | Població (2030) | Area¹ | Densitat² (1769) | Densitat² (2009) | Densitat² (2030) | Comtat    |                    |
| --------- | --------------- | --------------- | --------------- | ----- | ---------------- | ---------------- | ---------------- | --------- | ------------------ |
| Bergen    | 18,827          | 257,864         | 320,555         | 465   | 40               | 554              | 689              | Hordaland |                    |
| Askøy     | 897             | 25,089          | 36,513          | 99    | 9                | 253              | 368              | Hordaland |                    |
| Fjell     | 923             | 21,930          | 29,411          | 147   | 6                | 149              | 200              | Hordaland |                    |
| Os        | 1,034           | 16,754          | 23,563          | 139   | 7                | 120              | 169              | Hordaland |                    |
| Lindås    | 2,931           | 14,309          | 18,004          | 474   | 6                | 30               | 37               | Hordaland |                    |
| Osterøy   | 1,636           | 7,435           | 8,495           | 254   | 6                | 29               | 33               | Hordaland |                    |
| Meland    | 794             | 6,654           | 9,056           | 91    | 8                | 73               | 99               | Hordaland |                    |
| Sund      | 970             | 6,115           | 7,711           | 99    | 9                | 61               | 77               | Hordaland |                    |
| Radøy     | 1,720           | 4,853           | 5,689           | 110   | 15               | 44               | 51               | Hordaland |                    |
| Austevoll | 1,265           | 4,585           | 4,779           | 114   | 11               | 40               | 41               | Hordaland |                    |
| Øygarden  | 833             | 4,287           | 5,689           | 65    | 12               | 65               | 87               | Hordaland |                    |
| Fusa      | 1,692           | 3,829           | 4,088           | 378   | 4                | 10               | 10               | Hordaland |                    |
| Austrheim | 636             | 2,740           | 2,818           | 55    | 11               | 49               | 51               | Hordaland |                    |
| Samnanger | 947             | 2,386           | 2,555           | 265   | 3                | 9                | 9                | Hordaland |                    |
| Total     | 35,105          | 378,830         | 478,926         | 2,755 | 12               | 137              | 173              | Hordaland | As of October 2009 |

1/ km²
2/ Població per km², informació sobre la població de ssb;
3/